# كبير المفتشين جاب
كبير المفتشين جاب (بالإنجليزية: Chief Inspector Japp)‏ شخصية خيالية من الكاتبة أجاثا كريستي تظهر في روايات هيركيول بوارو جاب مفتش من سكوتلاند يارد. شخص مندفع وصاخب، ومتهور بطبيعته أحيانًا، وتمثل علاقته بالبلجيكي البرجوازي إحدى أغرب سمات عالم بوارو. قابله في بلجيكا لأول مرَّة عام 1904 أثناء تزييف أبركرومبي، ولاحقًا خلال نفس العام، وحَّدا قِواهما ليصطادا مجرمًا عُرف بالبارون ألتارا، وبعدها تقابلا في بريطانيا. يُساعد بوارو جاب غالبًا في حل قضاياه ويتركه ليدعي الفضل لنفسه مقابل خدمات خاصَّة يقوم بها له ترتبط بقضايا تهمه.

## الكتب التي ظهر فيها جاب
| الروايات 1. القضية الغامضة في ستايلز (1920) 2. مقتل روجر أكرويد (1926) 3. الأربعة الكبار (1927) 4. خطر في البيت الأخير (1932) 5. موت اللورد إدجوير (1933) 6. موت وسط الغيوم (1935) 7. جرائم الأبجدية (1936) 8. جريمة العيد (1938) 9. إبزيم الحذاء (1940) 10. شر تحت أشعة الشمس (1941) 11. جريمة في سكن الطلاب (1955) | القصص 1. تحقيقات بوارو (1924) 2. جريمة في الإسطبلات وقصص أخرى (1937) 3. ثلاثة فئران مكفوفين وقصص أخرى (1950) 4. المضطهد وقصص أخرى (1951) 5. مغامرة كعكة العيد وقصص أخرى (1960) 6. الخطيئة المزدوجة وقصص أخرى (1961) 7. قضايا بوارو المبكرة (1974) 8. السيد هارلي كوين وطقم الشاي (1997) |